# Filumena Marturano (film 2010)
Filumena Marturano è un adattamento televisivo del 2010, diretto da Franza Di Rosa della commedia di Eduardo De Filippo.

## Trama
Filumena Marturano, donna matura e con un passato da prostituta, ha tre figli nati al di fuori del legame del matrimonio. Vive ormai da trent'anni anni con don Mimì Soriano, impenitente donnaiolo, che per gelosia l'aveva fatta uscire dalla casa di tolleranza. Nonostante il lungo rapporto, durante il quale Filumena si è sempre comportata come una moglie in attesa della domanda ufficiale, Mimì sembra deciso a sposare una giovane cassiera. 
Quando Filumena scopre i progetti di Mimì, decide di fare un estremo tentativo per regolarizzare la sua situazione e potersi così rivelare ai suoi figli. La donna infatti ha sempre vissuto in modo schivo a causa della stigmatizzazione della società. Filumena, dopo una vita di sottomissione e non avendo più nulla da perdere, rivelerà un segreto custodito fino a quel momento pur di poter vivere gli ultimi anni alla luce del sole con i suoi figli.